# هانس لاندینگ
هانس لاندینگ (انگلیسی: Hans Lunding; ۲۵ فوریهٔ ۱۸۹۹ – ۵ آوریل ۱۹۸۴) فرد نظامی اهل دانمارک بود.